# Хусмарк Перссон, Кристина
Кристина Хусмарк Перссон (род. 15 апреля 1947, Уддевалла, лён Вестра-Гёталанд, Швеция) — шведская политик и государственный деятель. Министр иностранных дел Швеции с 6 октября 2004 года по 5 октября 2010 года, Министр социального обеспечения с 6 октября 2004 года по 5 октября 2010 года, а также член Риксдага с 1998 по 2014 год.

## Биография

### Семья
Кристина Мария Хусмарк родилась и выросла в городе Удевалла. Была пятым ребёнком в семье помимо двух старших братьев и сестёр. Отец занимался садоводством, а мать работала медсестрой. Кристина выбрала профессию матери и закончила обучение в одном из медицинских учебных заведений Швеции, получив специальность — медсестра. Работала по профессии, но после знакомства с будущим мужем Фольке Перссон переехала в один из городов на юге Швеции, где они с мужем занимались фермерским хозяйством. В браке с Фольке Перссоном у них родилось трое детей. Старшая — София. Замужем, двое детей (после рождения второго ребёнка у неё был диагностирован рак молочной железы с назначением курса химиотерапии). Второй ребёнок Перссон — Оскар. Младший ребёнок — Линус, который родился с нейрофиброматозом (синдром Реклингхаузена). Скончался 8 февраля 2012 года.

### Деятельность
В 2006 году была приглашена на пост министра социального обеспечения от действующего на то время премьер-министра Швеции — Йона Фредрика Райнфельдта. Изначально Перссон расценила это приглашение как шутку, но после диалога с Райнфельдтом приняла его предложение, став, таким образом, в возрасте 59 лет самым пожилым министром в его кабинете.
В апреле 2008 года Перссон возглавила рабочую группу «Pensionsgruppen», в которую вошли все представители политических партий Риксдага. Деятельность этой группы была направлена на разработку мер по ликвидации негативных последствий Мирового кризиса 2008 года, а также постоянного мониторинга и проведения реформ пенсионной сферы Швеции. Во время кризиса пенсионный фонд Швеции потерял около 3,8 млрд евро, но меры, принятые правительством Райнфельдта и Перссон в частности — позволили устоять фонду.
Также Перссон была сторонницей не только сохранения, но и расширения социальных выплат трудоспособным родителям, которые не работают ввиду ухода за недееспособным или с ограниченными возможностями детьми. Также она обращала внимание на необходимости усиления контроля за родителями, которые временно отсутствуют на рабочем месте ввиду непродолжительного присмотра за больным ребёнком. В связи с этим она подымала вопрос относительно объективности одновременной выплаты как заработной платы и/или пособия по безработице, и временного родительского пособия.
После завершения полномочий министра социального обеспечения продолжила работу в социальном направлении, будучи членом комиссии депутатов Риксдага. Перссон отстаивала право лиц с ограниченными возможностями на трудоустройство и требовала от государства увеличения количества мест для этой категории лиц.
С 2016 года Кристина Перссон работает в международной консалтинговой компании «Expressen», которая включает в себя бывших членов правительства Швеции и депутатов Европейского парламента. Деятельность этой компании направлена на оказание правовой и экономической консультации правительствам других стран.